# 비너스 인 퍼
《비너스 인 퍼》(영어: Venus in Fur)는 미국의 극작가이자 시나리오 작가인 데이비드 아이브스(David Ives, 1950년 ~ )가 레오폴트 폰 자허마조흐가 1870년에 발표한 소설 《모피를 입은 비너스》에서 영감을 받아 희곡으로 각색한 작품이다. 권력이 갖는 힘을 에로틱하면서도 코믹하게 풀어낸 2인극으로, 2010년 오프 브로드웨이에서 초연 되었고, 이듬해인 2011년에 브로드웨이에 입성해, 2012년 토니 어워즈 최우수 연극상에 노미네이트 되고, ‘벤다’ 역의 니나 아리안다가 최우수 여우주연상을 받는 등 작품성을 인정받았다. 한국에서는 2017년 두산아트센터 스페이스111에서 김민정 연출로 초연되었다.

## 줄거리
《비너스 인 퍼》는 극중 '연출'이 가진 권력과 배역을 소화하는 '여배우'의 권력이 가장 잘 보여지는 한정된 장소인 오디션장에서 상대방을 지배하는 모습을 섹시하지만 코믹하게, 때로는 어두운 모습으로 그려낸다. 뽑는 자와 뽑히고 싶은 자는 명확하게 우위가 나뉘고 일반적으로 후자의 존재가 약하다. 그러나 ‘마조히즘’이 모티브인 연극 오디션에서 벌어지는 연기는 현실의 공간을 완벽하게 뒤집는다. 극 속 현실은 현대지만, 극 중 극은 근대시대 캐릭터 ‘쿠솀스키와 두나예브’와 고대 그리스 신화 속 인물인 ‘비너스’를 절묘하게 뒤섞으며 시대를 넘나든다.

## 등장인물
- 토마스: 새디스틱한 연출가
- 벤다: 오디션을 받는 여배우

## 2017년 한국 공연
- 2017년 7월 25일부터 8월 27일까지 두산아트센터 Space111에서 한국 초연무대가 열렸다.

### 창작진
- 연출: 김민정
- 프로듀서: 박용호
- 기획: 두산아트센터, 달 컴퍼니
- 제작: 달 컴퍼니, 쉐도우2
- 음악감독: 김준성
- 무대디자인: 황수연
- 조명디자인 최재호
- 음향디자인 강국현
- 의상디자인: 조문수

### 캐스팅
- 토마스: 이도엽, 지현준
- 벤다: 방진의, 이경미

## 2019년 한국 공연
- 2019년 7월 24일부터 8월 18일까지 충무로아트센터 중극장 블랙에서 재연무대가 열렸다.

### 창작진
- 윤색/연출: 김민정
- 프로듀서: 박용호
- 제작: 달 컴퍼니
- 음악감독: 김준성
- 무대디자인: 황수연
- 조명디자인: 최재호
- 음향디자인: 강국현
- 의상디자인: 조문수
- 헤어/메이크업: 김남선

### 캐스팅
- 토마스: 김태한, 김대종
- 벤다: 이경미, 임강희